# Nitro (Marvel Comics)
Pour les articles homonymes, voir Nitro.
Robert Hunter, alias Nitro est un super-vilain évoluant dans  l'univers Marvel de la maison d'édition Marvel Comics. Créé par Jim Starlin (scénario et dessins), le personnage de fiction apparaît pour la première fois dans le comic book Captain Marvel (vol. 1) #34 en septembre 1974.
Nitro est un des personnages à l'origine des événements qui lancèrent le crossover Civil War. Il joua également un rôle important dans la mort du héros Mar-Vell, alias Captain Marvel I de la race Kree.

## Biographie du personnage

### Origines
Robert Hunter pensait qu’il avait passé sa vie entière à se faire marcher dessus, bousculé et manipulé par des patrons injustes qui le forcèrent finalement à prendre sa retraite de son métier d’ingénieur électrique. Il se consacra alors à sa passion d’émetteur de radioamateur, ignorant que ses retransmissions étaient surveillées par la Légion lunatique, un groupe de rebelles de la race Kree installés sur la Lune et qui complotaient pour renverser le dirigeant de leur empire interstellaire, l’Intelligence suprême.
Les Krees contactèrent Robert, lui promettant un grand pouvoir en échange de ses services. Quand il raconta à sa fille Virginia qu’il entendait des voix venues de l’espace, celle-ci tenta de le faire interner. Robert finit par accepter l’offre de la Légion et ils modifièrent sa biologie dans un laboratoire de génétique en orbite, afin qu’il puisse exploser et se reconstituer ensuite à volonté, le rebaptisant Nitro.

### Parcours
Les nouveaux employeurs de Nitro lui ordonnèrent de voler un gaz neurotoxique mortel développé par l’armée américaine, le Composé Treize, alors qu’il était transféré par un convoi dirigé par Carol Danvers vers une base secrète de l’armée de l’air, près de Gary dans l’Indiana. Nitro s’empara du camion transportant le Composé Treize mais fut pris en chasse par le guerrier kree Captain Marvel (Mar-Vell). L’exposition de Mar-Vell au Composé Treize devait plus tard le conduire à développer un cancer mortel.
Nitro fit exploser un entrepôt de Stark International, pensant que l’ami de Mar-Vell, l’employé de Tony Stark Iron Man, serait envoyé pour enquêter et conduirait alors Nitro à Captain Marvel, sans savoir sa véritable identité.
Volant une banque pour avoir de l’argent afin de se rendre à Denver, la nouvelle demeure de Mar-Vell, Nitro tomba sur Spider-Man, qui le poussa à exploser après l’avoir entoilé à une citerne de gaz nauséeux, utilisé par la police pour maîtriser les émeutiers. Quand Nitro se reforma, il absorba le gaz ; déchiré par d’intenses douleurs et incapable de se concentrer suffisamment pour exploser de nouveau, Nitro fut aisément arrêté mais s'évada.
Norman Osborn fut victime par la suite d’une tentative d’assassinat, effectuée par Nitro pour le compte du Caïd mais il en réchappa, essentiellement grâce à l’aide très réticente de Spider-Man.
Nitro découvrit alors que ses pouvoirs commençaient à diminuer, incapable désormais d’exploser immédiatement après s’être reformé à la suite d'une précédente explosion. Engagé par le gangster Sammy Silke pour tuer l’avocat Matt Murdock, Nitro attaqua celui-ci sur les marches du palais de justice. Murdock survécut, revêtit son uniforme de Daredevil et captura un Nitro en fuite, qui fut alors emprisonné au Raft. Il s’échappa lors de l’évasion massive organisée par Electro et se fit discret, s’installant à Stamford.

### Civil War
Dans le cadre d'une émission de téléréalité, les New Warriors attaquèrent un groupe de super vilain dont faisait partie Nitro. En difficulté face à Namorita (cousine de Namor), Nitro utilisa son pouvoir et déclencha une immense explosion, tuant les membres des deux équipes (sauf Speedball, un des membres des New Warriors), détruisant une partie de la ville, et faisant plusieurs centaines de victimes, dont les enfants d'une école voisine. Cet événement fut à l'origine du crossover Civil War. 
Se cachant alors en Californie, Nitro fut retrouvé par Wolverine, le SHIELD et une cellule dormante d’Atlantes, ces derniers souhaitant venger pour la mort de princesse atlante Namorita. Les Atlantes emmenèrent Nitro à Atlantis mais, même avec ses pouvoirs neutralisés, il tenta de s’échapper, tuant son garde Politus
Cependant, Wolverine l’avait suivi jusqu’à Atlantis, afin de trouver l’identité du fournisseur de Nitro en MGH et, quand celui-ci l’attaqua avec l’arme de Politus, Wolverine lui trancha la main droite. Terrifié, Nitro donna le nom de Declun au mutant, qui laissa Nitro aux mains de la justice atlante.

### Post-Civil War
Quelque temps plus tard, Namor, dont le royaume était assiégé par Iron Man à la tête des troupes du SHIELD, utilisa les pouvoirs explosifs de Nitro en les amplifiant, détruisant ainsi entièrement le royaume d'Atlantis dans le but de laisser croire à sa mort et à celle son peuple.
En réalité, avant l'explosion, tous les habitants s'étaient échappés par un tunnel secret, Namor emmenant avec lui Nitro en Latvérie, dans la demeure du Docteur Fatalis. Mais Penance réussit à le retrouver et, pour venger les enfants de Stamford, l'obligea à porter son armure tapissée de six-cent douze épines métalliques (pour le nombre des victimes), en le laissant à la limite de la mort. Il survécut toutefois à cette torture.
Il retourna aux États-Unis et rejoignit le Syndicat de Hood.

## Pouvoirs et capacités
Altéré par des machines Kree, Nitro peut transformer son corps en gaz et exploser à volonté.
En complément de ses pouvoirs, Robert Hunter est diplômé en ingénierie électrique.
- L'impact des explosions de Nitro est généralement circulaire, mais on l'a déjà vu exploser dans une direction donnée. L'explosion est équivalente à 110 kg de TNT, soit à peu près la masse de son corps à l'état solide.
- Il peut se reconstituer entre quelques minutes et plusieurs heures. Il ne peut exploser de nouveau que lorsqu'il est totalement reconstitué.
- Pour être plus précis (ou moins destructeur sur son environnement), Nitro peut faire exploser des portions de son corps. Par exemple, un coup de poing peut générer un impact similaire à 4,5 kg de TNT.